# کتاب رستاخیز (فیلم)
کتاب رستاخیز (انگلیسی: Doomsday Book) فیلمی در ژانر علمی–تخیلی به کارگردانی کیم جی وون است که در سال ۲۰۱۲ منتشر شد. از بازیگران آن می‌توان به بونگ جون-هو اشاره کرد.